# في بي 9
في بي 9 (بالإنجليزية: VP9)‏ هو تنسيق ترميز فيديو مفتوح وخالي من حقوق الملكية تم تطويره بواسطة جوجل.
VP9 هو خليفة في بي 8 ويتنافس بشكل أساسي مع ترميز الفيديو عالي الكفاءة MPEG (HEVC / H.265). في البداية، تم استخدام VP9 بشكل أساسي على منصة فيديو Google الخاصة بـيوتيوب. أدى ظهور تحالف وسائل الإعلام المفتوحة، ودعمه للتطوير المستمر للخليفة إيه في 1، التي تعد جوجل جزءًا منها، إلى الاهتمام المتزايد بالتنسيق.
على عكس ترميز الفيديو عالي الفعالية، فإن دعم VP9 شائع بين متصفحات الويب الحديثة. دعم Android VP9 منذ الإصدار 4.4 KitKat، بينما أضاف آي أو إس / آي باد أو إس دعمًا لـ VP9 في iOS / iPadOS 14.
تغطي براءات الاختراع التي تمتلكها جوجل أجزاءً من التنسيق. تمنح الشركة الاستخدام المجاني لبراءات الاختراع ذات الصلة على أساس المعاملة بالمثل، أي طالما أن المستخدم لا يشارك في دعاوى البراءات.